# (1875) Neruda
(1875) Neruda (1969 QQ) – planetoida z pasa głównego asteroid okrążająca Słońce w ciągu 5,54 lat w średniej odległości 3,13 j.a. Odkryta 22 sierpnia 1969 roku.